# كونتاجيم
كونتاجيم هي بلدية في البرازيل، تتبع ميناس جرايس، بلغ عدد سكانها 648٬766  نسمة، في 2015، تبلغ مساحتها 195٫268 كيلومتر مربع، رمزها البريدي هو 32000-000.

## الموقع
تشترك في الحدود مع:
- بيلو هوريزونتي
- بيتيم.

## أعلام
- إيتامار فرانكو
- بيريس دي أوليفيرا
- رامون مينزيس
- روزا ليما
- جوناثان ريس
- راكيل فيرنانديز